# Ossian (magyar együttes)
Az Ossian zenekar a magyar heavy metal történetének egyik legsikeresebb együttese.

## Történet

### Első korszak (1986-1994)
A zenekart a Pokolgép zenekarból még basszusgitárosként érkező énekes Paksi Endre és a gitáros Maróthy Zoltán alapította 1986-ban. Demó anyag készítése után az első koncertet 1986. július 13-án tartották Kovács T. Péter basszusgitárossal és Galántai Zsolt dobossal Budapesten, az Almássy téri Szabadidőközpontban. Első nagylemezüket két évvel később Acélszív címmel jelentette meg a Magyar Hanglemezgyártó Vállalat (MHV). Az 1980-as évek végén és az 1990-es évek kezdetén a legnépszerűbb hazai heavy metal együttesek közé tartozott az Ossian. A Paksi/Maróthy szerzőpáros több rocker himnuszt is írt az évek során (például Acélszív, Sörivók, A rock katonái). Nem csak Magyarországon, de a határ menti magyarlakta területeken is nagy sikerrel koncerteztek.
A csapat első korszaka 1994-ig tartott, amikor is zenei és emberi nézetkülönbségek miatt hét stúdióalbum és a Petőfi Csarnok szabadtéri színpadán megrendezett búcsúkoncert után feloszlottak. A feloszlás után az egykori Ossian háromnegyede – Maróthy Zoltán gitáros, Vörös Gábor basszusgitáros, Tobola Csaba dobos – megalapította a Fahrenheit zenekart. Az énekes/szövegíró Paksi Endre pedig a váci Jericho együttes tagjaival valamint a Slogan gitáros Juhász Robbal közösen megalapították a Wellington zenekart.

### Második korszak (1998-2014)
Tíz évvel az első Ossian album megjelenése után, 1998. június 14-én Paksi Endre az E-klubban adott koncertet zenész barátaival, a műsor pedig az Ossian legjobb dalaiból állt. A közönség több mint lelkes fogadtatásának hatására Paksi Endre újjászervezte az Ossiant, de rajta kívül egyetlen korábbi tag sem vett részt a zenekar talpra állításában. A tribute-koncert felvételéből még abban az évben megjelent egy koncertalbum a Hammer Records gondozásában. Az új korszak első nagylemeze az 1999-ben megjelent Fémzene album lett.
Az Ossian újra a nulláról kezdte felépíteni magát. A fordulópontot az új korszak harmadik nagylemeze a Titkos ünnep (2001) album jelentette. Ezzel a koronggal sikerült végre meggyőzni a régi rajongókat az új felállás életképességéről és egy új rocker generáció is csatlakozott a csapat táborához. A kritikus hangok ellenére az azóta eltelt időszakban az Ossian megszilárdította vezető pozícióját a magyar heavy metal színtéren. 2009-ig minden év szeptemberében új albummal jelentkeztek, mellyel rendre a Mahasz eladási listájának első felében szerepeltek. 2006-ban a zenekar megalakulásának 20. évfordulójára egy háromlemezes box set kiadvány jelent meg, benne az előző év novemberében rögzített Petőfi Csarnokbeli nagy koncert kép- és hanganyagával (Létünk a bizonyíték) valamint a korábbi Ossian-dalok akusztikus átdolgozásait rejtő A lélek hangja lemezzel.
Paksi Endre énekes mellett az 1998-as újjáalakulás óta az Ossian tagja Rubcsics Richárd gitáros. Az egykori Sámán gitáros Wéber Attila a Gyújtópontban (2000) album idején csatlakozott a zenekarhoz, míg a basszusgitáros poszton Jakab Viktort a Titkos ünnep lemez után váltotta fel Erdélyi Krisztián 2001-ben. 2012 augusztusában a zenekar megvált Hornyák Péter dobostól, aki egészen az 1998-as újjáalakulás óta az Ossian tagja volt. Az új dobos Kálozi Gergely lett. 2014. novemberében Wéber Attila gitáros lépett ki az együttesből. A helyére nem kerestek mást, az Ossian kvartettként zenélt tovább.

### Újra négyesben (2015-napjainkig)
Az Ossian lemezei rendre a Mahasz Top 40 lemezeladási lista élén nyitnak a megjelenés hetében, ami jól mutatja az együttes népszerűségét. Ennek ellenére 1998-tól 2013-ig se arany-, se platinalemezzel nem büszkélkedhetett a csapat. Akkor A tűz jegyében album végre átlépte az aranylemezes határt. A 2015. április 13-án megjelent Lélekerő című album már az előjegyzések alapján aranylemez lett, három hétre rá pedig platinalemezzé vált. Az azóta kiadott újabb Ossian-albumok eladási eredményei is ezt a mintát követik.
Az Ossian 2016-ban ünnepelte megalakulásának 30. évfordulóját. A jubileumhoz kapcsolódóan augusztus 10-én egy válogatáslemez látott napvilágot 30 év legszebb balladái címmel. A kiadvány kizárólag a MOL benzinkutakon volt kapható. Az együttes jubileumi nagykoncertjét szeptember 10-én tartották Budapesten, a Barba Negra Trackben, ahol vendégként fellépett Kalapács József énekes, valamint Szijártó Zsolt, a Kárpátia gitárosa. A koncertet a Dalriada nyitotta.
2017. április 21-én jelent meg Az igazi szabadság című album. 2018 szeptemberében Paksi Endre 60. születésnapjára a Hammer Records szervezésében a magyar metalszíntér az Egyek vagyunk című tribute-albumra dolgozott fel Ossian-dalokat. A lemez dalainak premierje a Rock FM rádió élő adásában volt.
A következő Ossian album, A reményhozó címmel 2019. április 5-én jelent meg. Az albumra bónuszként rákerült a Paksi Endre 60. születésnapja íródott Hatvanszor című dal, továbbá limitált csomagban (3CD+DVD) elérhetővé vált a 2018 szeptemberi tripla jubileumi koncert (Paksi Endre 60/Acélszív 30/Paksi–Rubcsics 20) koncert teljes kép-és hanganyaga, illetve a lemezből készült egy 500 db-ra limitált LP kiadás is. 
2022-ben csatlakozott a zenekarhoz Ádám Attila billentyűs (Tales Of Evening), eleinte állandó vendégként, majd 2023-ban lett hivatalosan is állandó tag. A 26. Ossian-album három év után, 2024. február 9-én jelent meg, Angyalok és emberek címmel.
Ádám Attila 2025 elején távozott az együttesből.

## Tagjai
Jelenlegi felállás
- Paksi Endre – ének (1986-1994, 1998-napjainkig)
- Rubcsics Richárd – gitár, vokál (1998-napjainkig)
- Erdélyi Krisztián – basszusgitár, vokál (2002-napjainkig)
- Kálozi Gergely – dobok (2012-napjainkig)

Idővonal

## Diszkográfia
Stúdióalbumok
| - Acélszív (1988) - Félre az útból (1989) - A rock katonái (1990) - Ítéletnap (1991) - Kitörés (1992) - Emberi dolgok (1993) - Keresztút (1994) - Fémzene (1999) - Gyújtópontban (2000) - Titkos ünnep (2001) - Árnyékból a fénybe (2002) - Hangerőmű (2003) - Tűzkeresztség (2004) | - A szabadság fantomja (2005) - Örök tűz (2007) - Küldetés (2008) - Egyszer az életben (2009) - Az lesz a győztes (2011) - A tűz jegyében (2013) - Lélekerő (2015) - Fényárban és félhomályban (2016) - Az igazi szabadság (2017) - A reményhozó (2019) - Csak a jót (2020) - A teljesség (2021) - Angyalok és emberek (2024) |

## További információ
- Az Ossian hivatalos honlapja
- Ossian.lap.hu – linkgyűjtemény